# ASB Classic 2023
Das ASB Classic 2023 war der Name eines Tennisturniers der WTA Tour 2023 für Damen sowie eines Tennisturniers der ATP Tour 2023 für Herren in Auckland. Das Damenturnier fand vom 2. bis 8. Januar 2023, das Herrenturnier vom 9. bis 14. Januar 2023 statt.

## Herrenturnier
→ Qualifikation: ASB Classic 2023/Herren/Qualifikation

## Damenturnier
→ Qualifikation: ASB Classic 2023/Damen/Qualifikation